# Fontana padre Reno

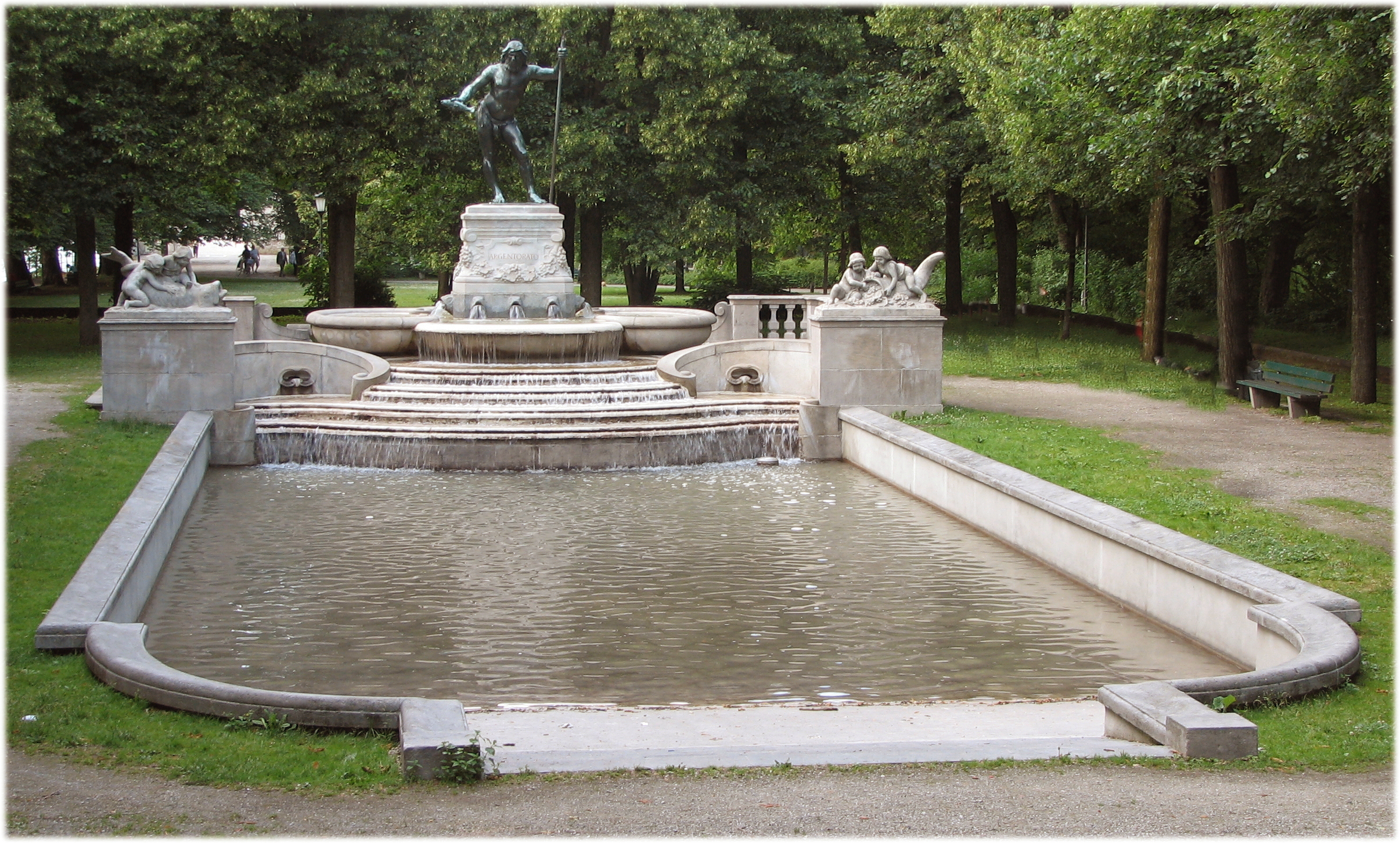
La fontana padre Reno a Monaco di Baviera

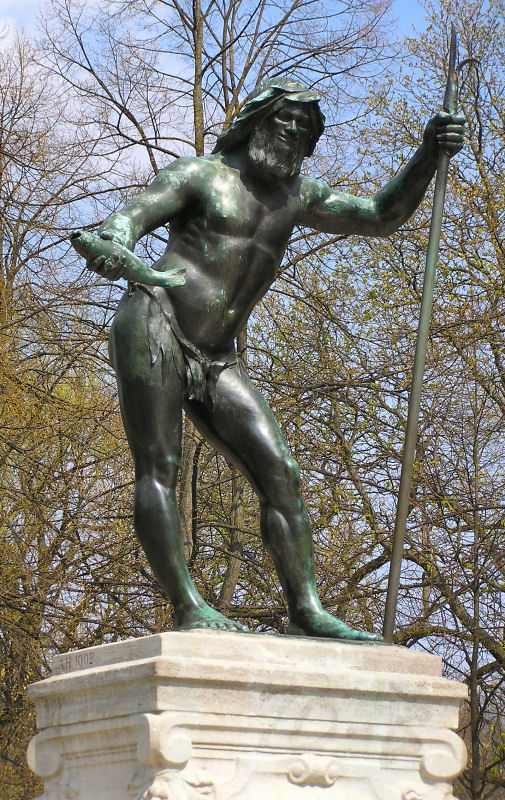
Figura di bronzo raffigurante Padre Reno

La fontana padre Reno (in tedesco Vater-Rhein-Brunnen) è situata a Monaco di Baviera, sull'isola del museo, accanto alla Ludwigsbrücke ed incorniciata dal fiume Isar. È dedicata Rhenus, la personificazione del dio Fiume Reno.
Fu creata da Adolf von Hildebrand (1847–1921), che realizzò a Monaco anche la fontana Wittelsbach (Wittelsbacherbrunnen).
Sulla fontana è posta la scritta "Argentorato", il nome latino di Strasburgo, perché originariamente si trovava proprio in piazza Broglie a Strasburgo, che negli anni 1897-1903, al tempo della progettazione della fontana, faceva parte del Reich tedesco. Quando la città passò alla Francia nel 1918 la fontana fu smantellata e portata a Monaco dove fu collocata definitivamente.